# Trận Chevilly
Trận Chevilly là một trận đánh trong cuộc vây hãm Paris (1870 – 1871) trong cuộc Chiến tranh Pháp-Đức, diễn ra vào ngày 30 tháng 9 năm 1870. Trong trận chiến này, quân đoàn VI của Phổ do tướng Von Trumpling chỉ huy đã đập tan một nỗ lực phá vây của quân đội Pháp từ Paris do tướng Joseph Vinoy chỉ huy; quân Pháp trong trận đánh đã hứng chịu thiệt hại lớn hơn quân đội Phổ.
Tướng Vinoy – người chỉ huy một quân đoàn gồm mọi lực lượng chính quy cuối cùng của Pháp trong chiến tranh, đã tiến hành một cuộc"tấn công thám sát"vô nghĩa ở bờ trái sông Seine vào ngày 30 tháng 9 năm 1870: với 2 vạn quân, dưới những khẩu pháo của các pháo đài Bicêtre và Ivry, ông ta tiến hành đột chiếm các ngôi làng L'Hay, Chevilly và Thiaïs. Quân đoàn VI của Phổ đã không gặp khó khăn gì trong việc đè bẹp và đánh cho các lực lượng của Vinoy phải tháo chạy trong hỗn loạn. Do tổn thất không nhỏ, người Pháp đã yêu cầu ngừng bắn để chôn cất tử sĩ và đưa thương binh về hậu phương.
Hai tuần sau thất bại trong trận Chevilly, Vinoy tiến hành một cuộc phá vây khác vào ngày 13 tháng 10 năm 1870: đó là trận Bagneux, cũng kết thúc với thất bại của quân Pháp.